# Agua Buena (Chile)
Agua Buena es una localidad rural chilena ubicada al norte de la comuna de San Carlos en la provincia de Punilla, de la región de Ñuble. En medio la cruza el estero Agua Buena, el cual le da su nombre.
Agua Buena corresponde al distrito censal N.º 10 de San Carlos, que está compuesto por la localidad de Agua Buena como tal, y las localidades rurales colindantes. Este distrito está compuesto por 3.555 personas según el INE en 2007.
Es el prototipo típico del campo chileno, con casas semiaisladas, extensos cultivos de todo tipo, camino de ripio, que hacen de Agua Buena una zona muy agradable para vivir.
Su actividad económica se concentra en la cosecha y producción de trigo, porotos y remolacha entre otras hortalizas. En verano es muy común cosechar moras y frambuesas, además de las famosas trillas, una de las tradiciones más latentes del campo chileno. En menor medida se desarrolla la elaboración de quesos de leche de vaca.
Agua Buena es el punto de encuentro entre las tradiciones nacionales, las raíces familiares que ligan a cientos de santiaguinos con parientes en el campo, y la modernidad que de a poco ha ido modificando un lugar con siglos de historia.

## Historia
Su historia remonta a la fundación de la comuna de San Carlina. Agua Buena es mencionada como uno de los posibles lugares de la fundación de San Carlos.

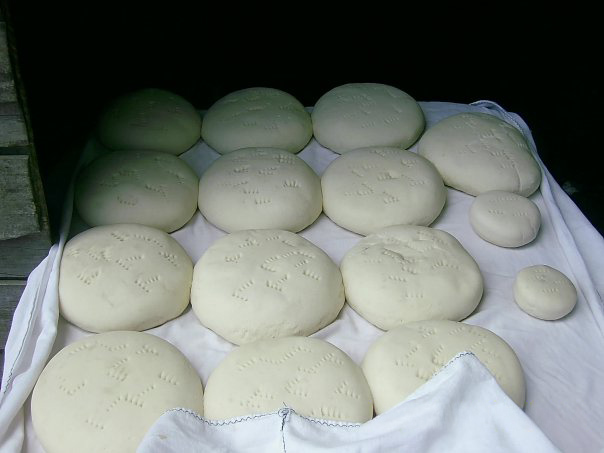
Pan de campo

Al estar conformado solo por terrenos pertenecientes a latifundios, sus emplazamientos pertenecían a la localidad de Quillahua, comuna de Ñiquén, pero con la creciente construcción de viviendas especialmente al oriente del camino Agua Buena, se le reconoció como una localidad autónoma.
El nombre Quillahua, proviene del mapudungún y significa "lugar de la ayuda mutua", lo que cobra gran sentido en el siglo XX dónde las familias se ayudaban unas a otras en las faenas realizadas en el campo, tanto en las cosechas, fiestas, funerales, etc. 
En el siglo XIX pasa a ser Agua Buena, nombre derivado del estero Agua Buena, con una población estimada de 100 personas, entre las familias más tradicionales estaban los Arias, Pincheira, Contreras, Morales, Jeldres, Parra, Piceros, San Martín, y Méndez (estos últimos quienes donaron terreno para la construcción de la capilla). En el siglo XX hay un mayor crecimiento poblacional en la localidad, dividiendo los retazos de tierras y aumentando el número de viviendas, especialmente al oriente (Agua Buena de arriba). A mediados del siglo se construye la escuela F-161 de Agua Buena y luego la escuela Quillahua ambas comienzan en casas de madera, las cuales comienzan impartiendo educación básica general.
Hoy cuenta con una extensa villa en Agua Buena de arriba, con alrededor de 150 personas, y al poniente se encuentran viviendas más aisladas, pero con un creciente aumento , además existen dos juntas de vecinos (Arriba y Abajo), y recientemente cuenta con luminarias públicas en toda la extensión de su camino principal.
Hace unos años en la panamericana, yendo hacia el norte el MOP puso una señalética indicando la entrada a Agua Buena como "Aguas Buenas", existe esa confusión de nombres, cabe destacar que el nombre real es "Agua Buena", aunque también por existir Agua Buena Arriba y Abajo, a ambas se les puede llamar "Aguas Buenas".

## Geografía

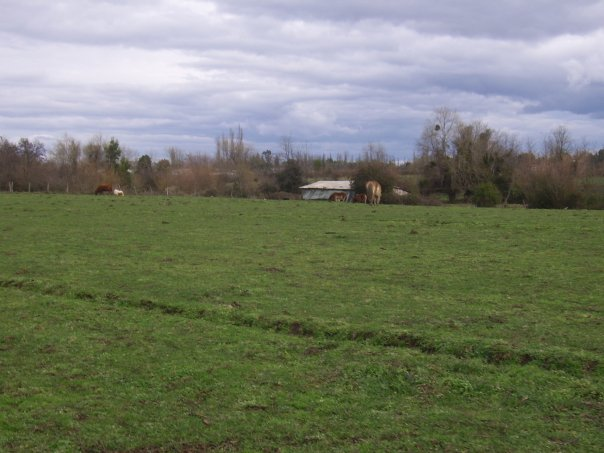
Agricultura en Agua Buena de Abajo

Es un valle fértil, de clima mediterráneo utilizado principalmente para el cultivo de hortalizas. Se encuentra cruzado por diversos esteros, entre los cuales está el San Pedro, Buli, Agua Buena, Arrau, entre otros, provenientes del río Ñuble utilizados para el riego.
Las precipitaciones alcanzan los 1.500 mm proximadamente, en los meses de mayo a agosto, equivale a un 65% a 70% del total anual, lo que indica que el agua caída de la época de primavera y otoño es importante. En los meses de verano, diciembre a febrero, sólo llueve un 5% a 6% del total anual.
Abundan las zarzamoras y los diversos árboles frutales en las casas, de los cuales podemos apreciar los nogales, higueras, manzanos, duraznos, entre otros.

## Demografía
Cuenta con una población de 533 personas, y su población se divide esencialmente en dos zonas: Agua Buena Arriba y Agua Buena Abajo. El censo del año 1992 señala que habían 359 personas, de ellos 199 hombres y 160 mujeres. El mismo documento señala que en esa fecha existían 96 viviendas.

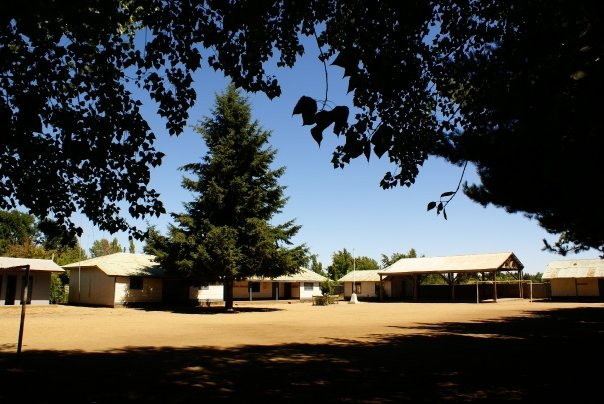
Escuela F-161 o escuela N°26 de Agua Buena (A.B. Arriba)

### Agua Buena "Arriba"
Es donde está ubicada la torre del agua potable. Cuenta con más densidad poblacional, las casas están muy cerca del camino. Además tiene una capilla católica, la iglesia Evangélica Pentecostal de Chile y la escuela F-161 (dónde se realiza la "Semana de Agua Buena (de arriba))".

### Agua Buena "Abajo" (Quillahua)
Se encuentra al poniente, más cerca de la ruta 5 Sur, y se caracteriza por tener varios caminos interiores donde se emplazan gran cantidad de viviendas. La primera villa oficial es la "Villa Elva", inscrita el año 2009.
Cuenta con dos iglesias evangélicas: El Ejército Evangélico de Chile, y La Voz de la Profecía. La educación básica es impartida por la escuela Quillahua (Sede de la Semana de Agua Buena (de Abajo)).

## Educación

### Escuela de Agua Buena F161 (ex-26)
La historia de la fundación de la Escuela de Agua Buena Poniente data de principios del siglo XX. Así se constata gracias a los datos aportados por Humilde Saldaña que tenía 83 años en 2008. Ella asegura que en 1925, y con apenas 8 años de edad ingresó a la escuela número 26 de Agua Buena, un gran caserón de adobe, del cual aún se conserva parte en pie. Las profesoras Militina Pérez y Rosa Elgueta dictaban clases a unos crecidos alumnos, pues existía la costumbre entre las familias campesinas de mandar lo más tarde posible a sus niños a la escuela, supuestamente para que no les costara tanto las letras y las matemáticas.
Más tarde, la escuela Agua Buena fue trasladada a otra casa de adobe, a un kilómetro de distancia, la cual fue facilitada bajo arriendo por una vecina. Hasta ese lugar llegó la campana de bronce que ha llamado a clases a generaciones de alumnos, y que aún continúa colgada en el patio techado del establecimiento y que luce un grabado que data de 1953.
En 1954, el presidente del centro de padres y apoderados, Félix Castro, impulsó la compra del terreno en que hoy está emplazada la escuela. Sólo 13 años después, tras decenas de beneficios para juntar dinero, y con el apoyo de un programa especial del gobierno de Eduardo Frei Montalva, se logró el traslado definitivo del establecimiento. 
Ahí, con madera, serrucho, martillo y clavos fueron levantadas las primeras dos salas, además de la casa del director, hoy sala de párvulos. Especial participación tuvieron el apoderado Manuel López, el presidente del centro de padres, Inorindo Jeldres y el propio director del establecimiento, el profesor normalista David Yáñez Melo. Un año después, en 1968, llegó la luz eléctrica a Agua Buena, y la escuela fue uno de los primeros inmuebles en contar con el servicio.
Ya en la década del 80, y con la escuela traspasada a manos del municipio de San Carlos, el establecimiento tomó las características que hoy tiene, con cursos de kinder a octavo básico. Con los 90 llegó el agua potable, y gracias a la donación de los dineros por parte del Club juvenil “Inspiración” de Agua Buena, fue construido el sistema de baños y alcantarillado con que cuenta el establecimiento.
En 2011, la escuela cuenta con 70 alumnos, que se distribuían de prekinder a octavo básico. Posee un laboratorio de computación, y está conectada a la red Enlaces. En estas aulas han cursado su enseñanza básica no sólo toda la gente que hoy vive en el sector, sino también una serie de profesionales (agrónomos, ingenieros, periodistas, profesores, y sicólogos) que se desempeñan en distintos puntos del país. Uno de los últimos destacados exalumnos de la escuela fue Eder Picero Fuentes (hijo de Arturo,quien fue gran dirigente deportivo del club local), quien obtuvo el puntaje máximo nacional en la PSU matemáticas, en 2006.

## Transporte y comercio
El transporte público en Agua Buena es proporcionado por una sola micro que realizaando viajes a San Carlos de lunes a sábado. Se recuerda que antiguamente había una micro (almacén móvil) que vendía diversos productos por el campo, esta operó a fines de los 80 y principios de los 90. 

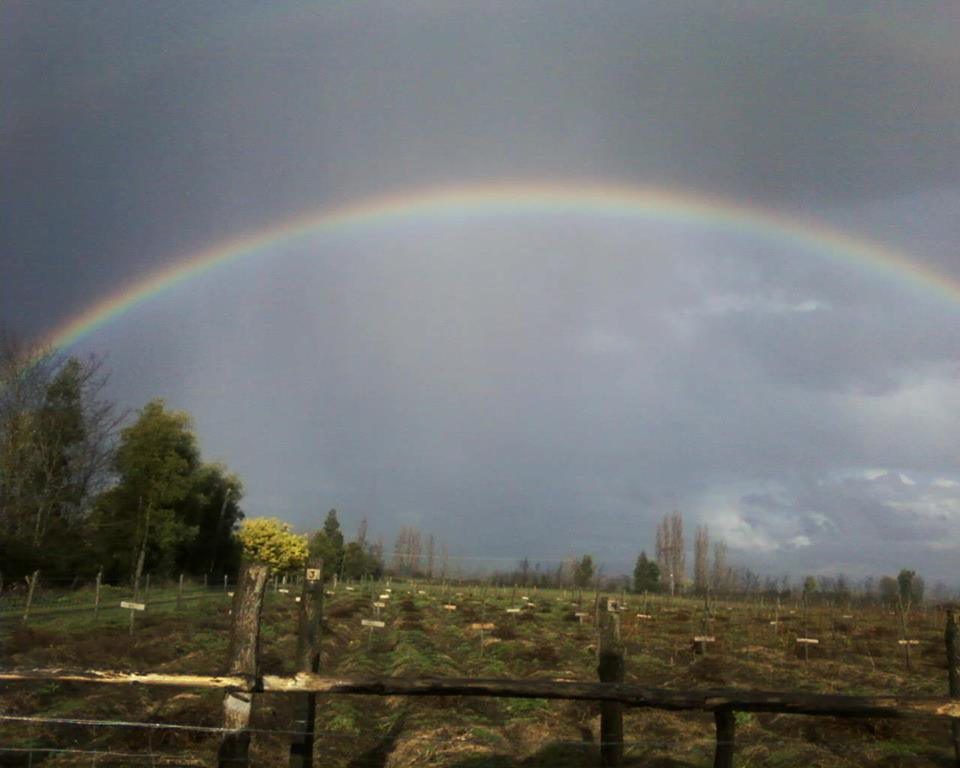
Agua Buena en invierno

Diversos son los almacenes en esta zona, uno de los más característicos es un almacén ubicado en Agua Buena abajo llamado "La Pirula chica del John" atendido por su propia dueña Mabel Leiva llamada comúnmente como "La Pirula". 

### Himno de la Escuela
Con laureles adornamos tu frente,
¡oh!  Escuela del viernes y la luz,
No olvidamos de ti las lecciones,
Hoy mañana ni nunca jamás.
Cuando el tiempo nos muestre la ruta,
Nuestros brazos harán tu labor,
Ya en el campo o en la industria,
O en la tierra y el carbón.
Entonemos este canto muchachos,
Con cariño y fiel gratitud,
Y gritemos abriendo los pechos,
Siempre viva mi Escuela y su luz.

### Semana de Agua Buena
Fiesta local típica realizada en las dos Aguas Buenas a fines de enero (Arriba) y a principios de febrero (Abajo). Consiste en una semana de fiesta: campeonatos de fútbol, conciertos, bingos, discoteque, elección de reina y rey feo, venta de bebestibles y frituras, entre otros.
Concentra gran cantidad de gente, pues en el verano Agua Buena (especialmente Abajo) aumenta aproximadamente un 20% su población, con la llegada de familiares principalmente de Santiago, Rancagua, y La Serena.
La Semana de Agua Buena (Arriba) tuvo una época dorada en la década de los 80 donde artistas chilenos de renombre como Myriam Hernández, Soledad Guerrero y Fernando Ubiergo, entre otros, pasaron por los improvisados escenarios que se instalaban en la escuela F-161.
Actualmente la Semana de Agua Buena (abajo) organizada por el club juvenil y efectuada en la escuela F-152, se está haciendo conocer a pasos agigantados dentro de la localidad Sancarlina y sus alrededores siendo reconocida en el año 2015 como la mejor semana de la comuna de San Carlos, por tener actividades para toda la familia, por el gran apego a las tradiciones campesinas y por traer artistas chilenos de renombre como René Inostroza y Tito Fernández.